# Jasón de Cirene
Jasón de Cirene fue un historiador helenístico judío que vivió alrededor del año 100 a. C., y cuya obra más destacada fue la historia de los macabeos hasta la derrota del general seléucido-siriano, Nicanor (175-161). Dicha obra, que comprendía originalmente cinco volúmenes, fue resumida e insertada posteriormente en el libro bíblico Macabeos II.

“Y todas estas cosas han sido comprendidas en cinco libros por Jasón de Cirene, que hemos intentado resumir en un libro”
Macabeos II 2:24

La obra original se ha perdido, y se conoce solo por el epítome hecho por el autor de Macabeos II, que ha actuado con mucha libertad. No solo ha abreviado el trabajo de Jasón, sino que también ha añadido, y probablemente alterado texto. En el "epítome" (2 Mac. 2,24,27,32) todavía se pueden distinguir cinco partes, probablemente correspondientes a los cinco libros de Jasón, y las cuales terminan respectivamente 3,40; 7,42; 10,9; 13,26; 15,37. Jasón compuso su obra en griego, poco después de 160 a. C., fecha en que el Segundo Libro de los Macabeos cierra su narración; por lo tanto fue contemporáneo con los hechos que narra su crónica.